# 新潟県道247号沢海酒屋線
新潟県道247号沢海酒屋線（にいがたけんどう247ごう そうみさかやせん）は、新潟県新潟市江南区内の一般県道である。

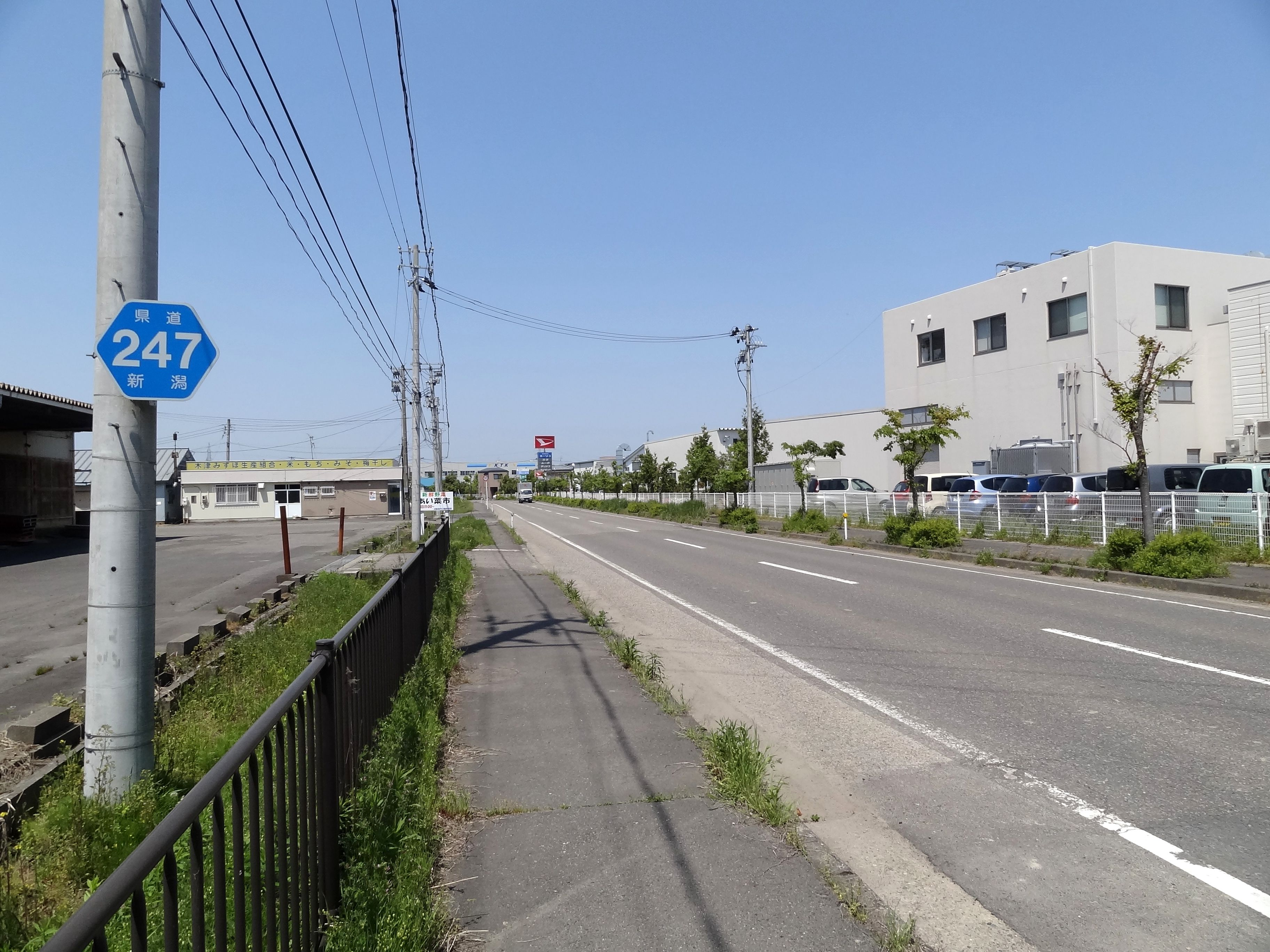
新潟市江南区木津工業団地付近

## 概要

### 路線データ
- 起点：新潟市江南区沢海三丁目（満願寺閘門北詰丁字路＝新潟県道17号新潟村松三川線交点）
- 終点：新潟市江南区嘉瀬（嘉瀬交差点＝新潟県道220号白根亀田線交点）
- 路線延長：

## 路線状況

### 重複区間
- 新潟県道5号新潟新津線（新潟市江南区二本木一丁目 - 同二丁目）

## 地理

### 通過する自治体
- 新潟県
新潟市（江南区）

### 交差する道路
- 新潟市江南区
  - 新潟県道17号新潟村松三川線（満願寺閘門北詰）
    - 満願寺交差点（秋葉区満願寺、北詰から約150m南西）で新潟県道46号新潟中央環状線に接続

  - 新潟市道＜赤道＞（木津交差点）
    - 木津交差点から約1km北、横越上町交差点で新潟県道4号新潟港横越線、国道49号＜横雲バイパス＞に接続

  - 新潟県道5号新潟新津線（寿橋交差点）
  - 新潟県道5号新潟新津線（二本木交差点）
  - 国道403号＜新津バイパス＞（割野交差点）
  - 新潟県道220号白根亀田線（嘉瀬交差点）